# Associazione Sportiva Casale 1934-1935
Questa voce raccoglie le informazioni riguardanti l'Associazione Sportiva Casale nelle competizioni ufficiali della stagione 1934-1935.

## Rosa
| N. |                   | Ruolo | Calciatore          |
| -- | ----------------- | ----- | ------------------- |
|    | Italia (bandiera) | A     | Evasio Bosso        |
|    | Italia (bandiera) | C     | Romolo Castellazzi  |
|    | Italia (bandiera) | D     | Piero Cavasonza     |
|    | Italia (bandiera) | P     | Ugo Ceresa          |
|    | Italia (bandiera) | C     | Valerio Chiappo     |
|    | Italia (bandiera) | A     | Giuseppe Cornara    |
|    | Italia (bandiera) | C     | Francesco Ferrero   |
|    | Italia (bandiera) | C     | Giacinto Giubasso   |
|    | Italia (bandiera) | A     | Pio Godino          |
|    | Italia (bandiera) | C     | Attilio Leporati    |
|    | Italia (bandiera) | C     | Francesco Marchisio |

| N. |                   | Ruolo | Calciatore             |
| -- | ----------------- | ----- | ---------------------- |
|    | Italia (bandiera) | A     | Carlo Martinotti       |
|    | Italia (bandiera) | A     | Oreste Menighetti (I)  |
|    | Italia (bandiera) | C     | Armando Miglietta (II) |
|    | Italia (bandiera) | C     | Angelo Morzone         |
|    | Italia (bandiera) | C     | Giulio Oliaro          |
|    | Italia (bandiera) | D     | Giuseppe Pasino        |
|    | Italia (bandiera) | D     | Giordano Roggero       |
|    | Italia (bandiera) | A     | Angelo Schiavetta      |
|    | Italia (bandiera) | C     | Pietro Tosetti         |
|    | Italia (bandiera) | A     | Carlo Tricerri         |